# خوان گیلبرتو فونز
خوان گیلبرتو فونز (انگلیسی: Juan Gilberto Funes; ۸ مارس ۱۹۶۳ – ۱۱ ژانویهٔ ۱۹۹۲) بازیکن فوتبال اهل آرژانتین بود.
از باشگاه‌هایی که در آن بازی کرده‌است می‌توان به باشگاه فوتبال بوکا جونیورز، باشگاه فوتبال ریور پلاته، باشگاه فوتبال ولز سارسفیلد، و باشگاه فوتبال المپیاکوس اشاره کرد.
وی همچنین در تیم ملی فوتبال آرژانتین بازی کرده‌است.